# Jeremi Mordasewicz
Jeremi Wacław Mordasewicz (ur. 19 stycznia 1952) – polski przedsiębiorca, inżynier i działacz gospodarczy, współzałożyciel Business Centre Club, doradca zarządu i ekspert Konfederacji Lewiatan.

## Życiorys
Ukończył studia na Wydziale Inżynierii Lądowej Politechniki Warszawskiej. Do końca lat 80. był pracownikiem naukowo-dydaktycznym na macierzystej uczelni. Pracował także jako projektant i inżynier na budowach prowadzonych m.in. przez Mostostal w Polsce i poza jej granicami. Na początku lat 90. zajął się prowadzeniem własnej działalności gospodarczej w branży budowlanej.
W latach 80. działał w „Solidarności”. W latach 90. był członkiem władz Kongresu Liberalno-Demokratycznego i Unii Wolności. W 1993 ubiegał się o mandat posła z ramienia KLD. W 2001 kandydował do Sejmu z ramienia Platformy Obywatelskiej.
Zasiadał w Komisji ds. Reformy Prawa Pracy i Ubezpieczeń Społecznych (1994–1998) oraz w Zespole ds. Odbiurokratyzowania Gospodarki (1998–1999). Powoływany w skład rad nadzorczych m.in. Zakładu Ubezpieczeń Społecznych i koncernu Enea.
Od 1991 związany z organizacjami pracodawców i przedsiębiorców. Był jednym z organizatorów BCC, członkiem rady i wiceprezesem zarządu tej organizacji. Został doradcą zarządu i ekspertem Konfederacji Lewiatan. Był członkiem Trójstronnej Komisji ds. Społeczno-Gospodarczych. W 2015 został powołany w skład nowo powstałej Rady Dialogu Społecznego.

## Odznaczenia
W 2005 odznaczony Krzyżem Kawalerskim Orderu Odrodzenia Polski.

## Wyniki wyborcze
| Wybory | Komitet wyborczy | Komitet wyborczy                | Organ            | Okręg | Wynik        |
| ------ | ---------------- | ------------------------------- | ---------------- | ----- | ------------ |
| 1993   |                  | Kongres Liberalno-Demokratyczny | Sejm II kadencji | nr 52 | 2783 (1,23%) |
| 2001   |                  | Platforma Obywatelska           | Sejm IV kadencji | nr 19 | 4604 (0,63%) |